# Capanema (Paraná)
Pour les articles homonymes, voir Capanema (homonymie).
Capanema est une ville brésilienne de l'État du Paraná. Sa population était estimée à 19 229 habitants en 2014.